# Anton Weidinger (Musiker)
Anton Weidinger (* 9. Juni 1766 in Wien; † 20. September 1852 ebenda) war ein österreichischer Trompeter und Trompetenbauer.

## Leben
Weidinger wurde als Sohn des Musikers Joseph Weidinger (1723–1784) geboren. Seine Brüder waren der Trompeter Joseph Weidinger (1755–1829) und Franz Weidinger (* 1760). Anton Weidinger war ab 1797 mit Susanna Weidinger, geb. Zeiss, verheiratet, deren Vormund Joseph Haydn war. Haydn fungierte auch als Trauzeuge bei Weidingers Hochzeit.
Er absolvierte beim Hoftrompeter Johann Peter Neuhold (1724–1801) eine Ausbildung, die er 1785 abschloss. Danach war er bis 1787 Trompeter im Fürst Adam Czartoryskischen Kürassierregiment, danach bis 1792 in gleicher Funktion beim Dragonerregiment Erzherzogs Joseph tätig. Ab 1792 war er Theatertrompeter und besetzte ab 1796 im Marinellischen Theater in der Wiener Leopoldstadt die Stelle als Zweiter Trompeter. Ab 1799 bis 1819 wirkte er als Hoftrompeter und danach bis 1850 als Oberhoftrompeter. 

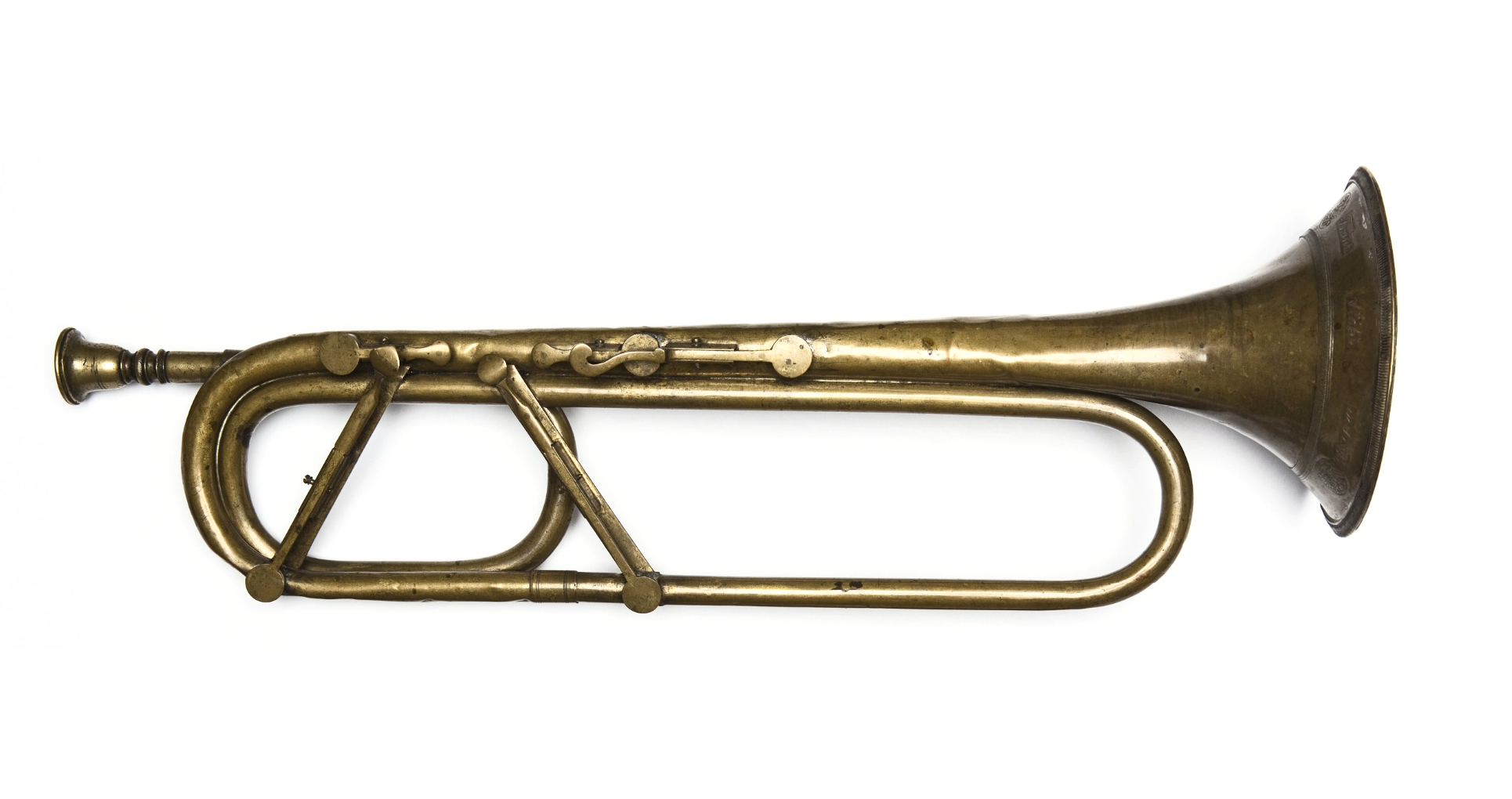
Klappentrompete in G von Franz Stöhr, um 1830

Seit 1793 beschäftigte Weidinger sich mit der Verbesserung der Klappentrompete. Mit seinem neuen als organisirte Trompete bezeichneten Instrument trat er erstmals 1798 in Wien mit einer Komposition von Leopold Koželuch auf. 1799 schrieb Joseph Weigl ein Concerto in Es, das ebenfalls für Weidingers Klappentrompete gedacht war. 
Am 28. März 1800 lud er zu seiner ersten Musikalischen Akademie, bei der das von Joseph Haydn eigens für ihn geschriebene Trompetenkonzert Es-Dur (1796) uraufgeführt wurde. In den Jahren 1802 und 1803 unternahm er eine Konzertreise nach Deutschland (im Herbst 1802 Auftritt in Leipzig), Frankreich und England. Für Weidinger komponierte Johann Nepomuk Hummel im Jahre 1803 das Concerto a tromba principal in E-Dur, das am Neujahrstag 1804 in Eszterháza uraufgeführt wurde. Im Jahr 1813 trat sein Sohn Joseph († 1830) mit einem von Weidinger entwickelten Waldhorne mit Klappe im kleinen Redoutensaal in der Wiener Hofburg auf. 1815 schrieb Sigismund von Neukomm ein Requiem für den 1793 hingerichteten Ludwig XVI., das auf dem Wiener Kongress aufgeführt wurde und in dem auch Weidingers Klappentrompete zum Einsatz kam. 
Auch Franz Xaver Süssmayr, Ferdinand Kauer und Antonio Casimir Cartellieri schrieben für Weidinger Trompetenkonzerte.
In den folgenden Jahren sind noch mehrere Soloauftritte von ihm nachweisbar. Mit dem Beginn der 1820er-Jahre zog er sich nach und nach aus dem Konzertleben zurück. 1838 wurde Weidinger bereits als altershalber als Hoftrompeter gänzlich untauglich bezeichnet, die Pensionierung erfolgte allerdings erst 1850.